# Fade Out Lines
Fade Out Lines è un singolo del DJ francese The Avener, pubblicato il 26 settembre 2014 come primo estratto dal primo album in studio The Wanderings of the Avener .
Il brano è stato scritto dalla cantante australiana Phoebe Killdeer e dal gruppo musicale britannico Archive.

## Video musicale
Il video musicale è stato pubblicato il 20 ottobre 2014 sul canale Vevo-YouTube del DJ.

## Classifiche
| Classifica (2014) | Posizione massima |
| ----------------- | ----------------- |
| Lussemburgo       | 1                 |

## Uso nei media
Il singolo tra il 2017 e il 2018 è stato la colonna sonora degli spot della Peugeot 208.